# Betaalrekening
Een betaalrekening, in Vlaanderen bijna uitsluitend zichtrekening, en ook wel rekening-courant en lopende rekening, is een basis-bankdienst voor giraal geld die bedoeld is voor het dagelijks beheer van geld zoals overschrijvingen doen en ontvangen, automatische incasso's laten verrichten, en chartaal geld storten/afhalen. Vaak kan de houder van de rekening er ook mee internetbankieren.
De cliënt kan in principe onmiddellijk, 'op zicht' over zijn geld beschikken, dat wil zeggen al naargelang zijn behoeften en zonder termijn. 
Meestal krijgt de houder een betaalkaart, ook betaalpas en pinpas genoemd.
Varianten zijn een en/of-rekening en een en/en-rekening.
Meestal wordt er geen rente vergoed.
De tegenhanger van een betaalrekening is een spaarrekening.